# Ghế sofa

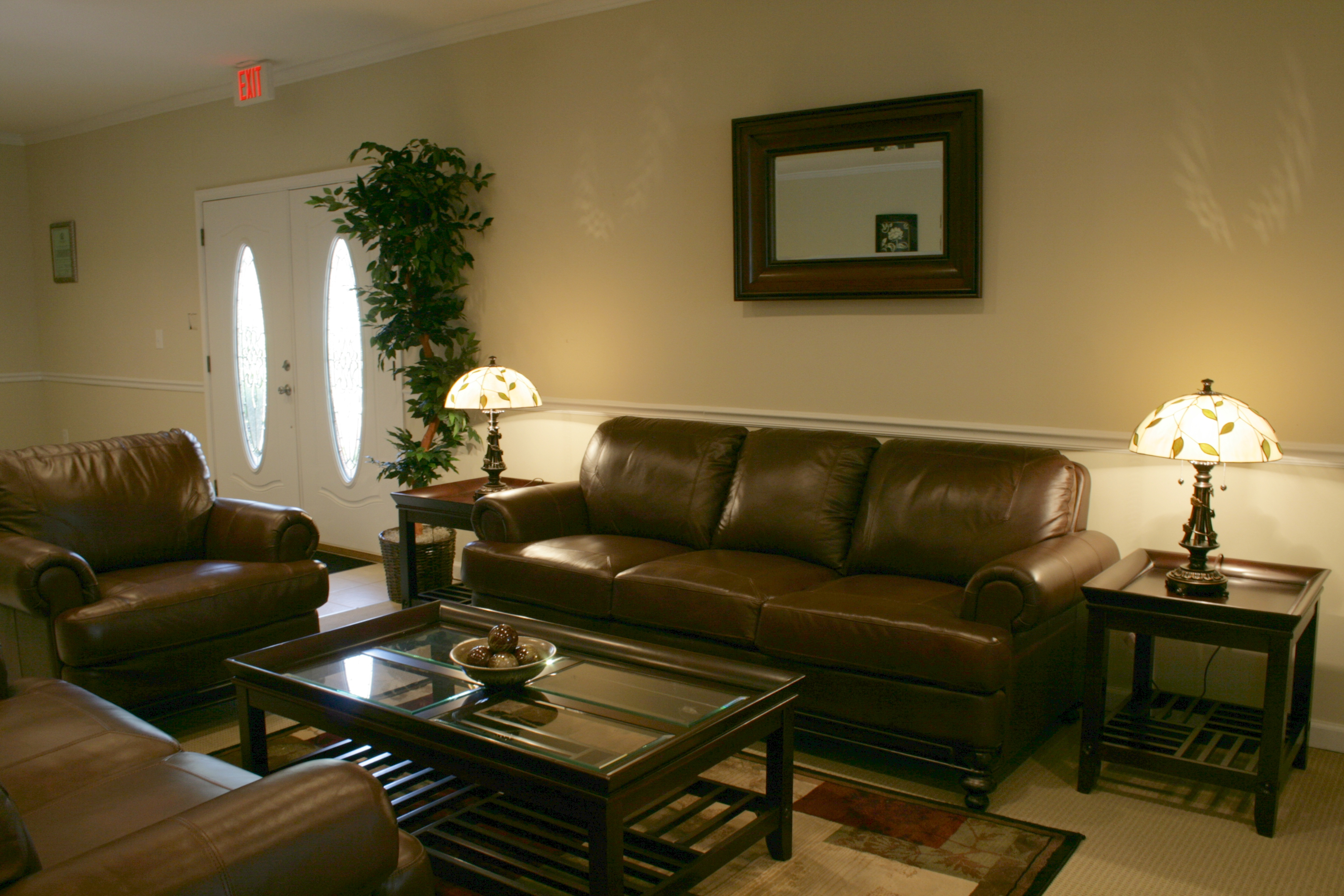
Một chiếc ghế sofa ba chỗ trong một văn phòng

Ghế sofa, xô-pha, ghế dài hay trường kỷ là một món đồ nội thất dành cho hai hay nhiều người cùng ngồi một lúc. Ghế gồm có phần mặt ngồi, tay vịn, tựa lưng được bọc một phần hoặc toàn bộ bằng da hay vải, dưới chỗ ngồi có lò xo và đệm. Do ghế này dài nên ngoài công năng chủ yếu để ngồi thì còn có thể dùng để nằm ngủ.
Ghế sofa thường có khung làm bằng gỗ, thép, nhựa hoặc ván nhiều lớp. Đệm mút được làm bằng foam, lông vũ, vải hoặc kết hợp nhiều vật liệu. Lớp bọc sofa có thể là da mềm, vải nhung hoặc vải lanh.
Các gia đình thường bố trí ghế sofa trong phòng khách, phòng làm việc hoặc phòng sinh hoạt chung. Ghế này cũng phổ biến tại các địa điểm kinh doanh như khách sạn, hành lang văn phòng thương mại, phòng chờ hay quán bar.

## Từ nguyên
Sofa là từ mượn của tiếng Anh Anh (còn tiếng Anh Mỹ gọi là couch), gốc là từ tiếng Thổ Nhĩ Kỳ, còn xa hơn nữa là từ tiếng Ả Rập suffah ("băng ghế"), chung một gốc gác với từ sippa ("thảm") trong tiếng Aram. Trong tiếng Việt còn có từ "trường kỷ" (hay "tràng kỷ") để chỉ loại ghế dài bày biện trang trọng để tiếp khách, được làm bằng gỗ với những hoa văn chạm trổ công phu, không có lò xo hay đệm như phương Tây.

## Hình ảnh

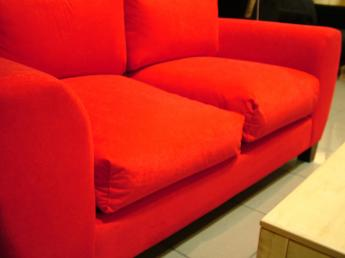
Một chiếc ghế hai chỗ bọc nệm màu đỏ
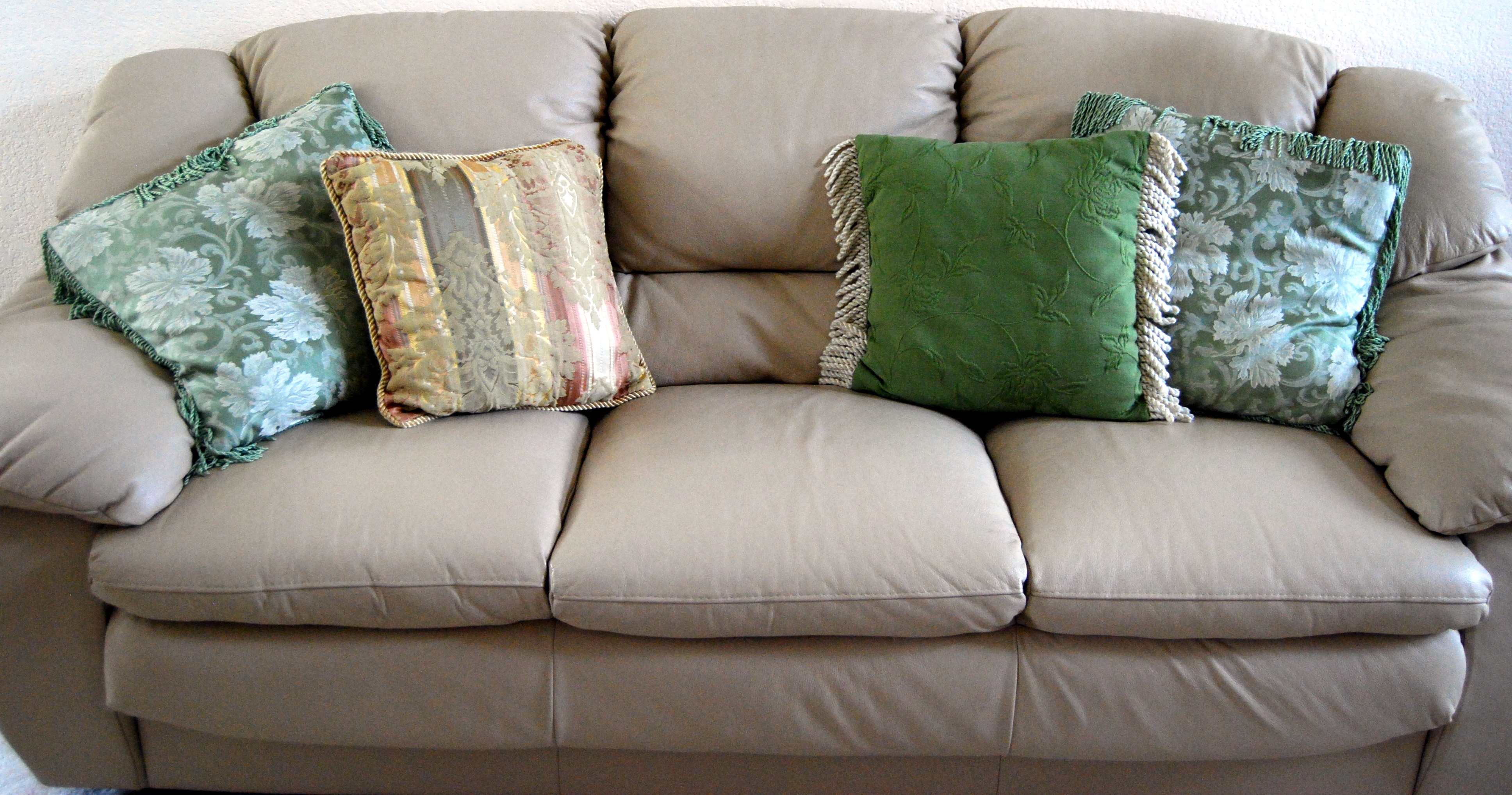
Một chiếc ghế dài màu be
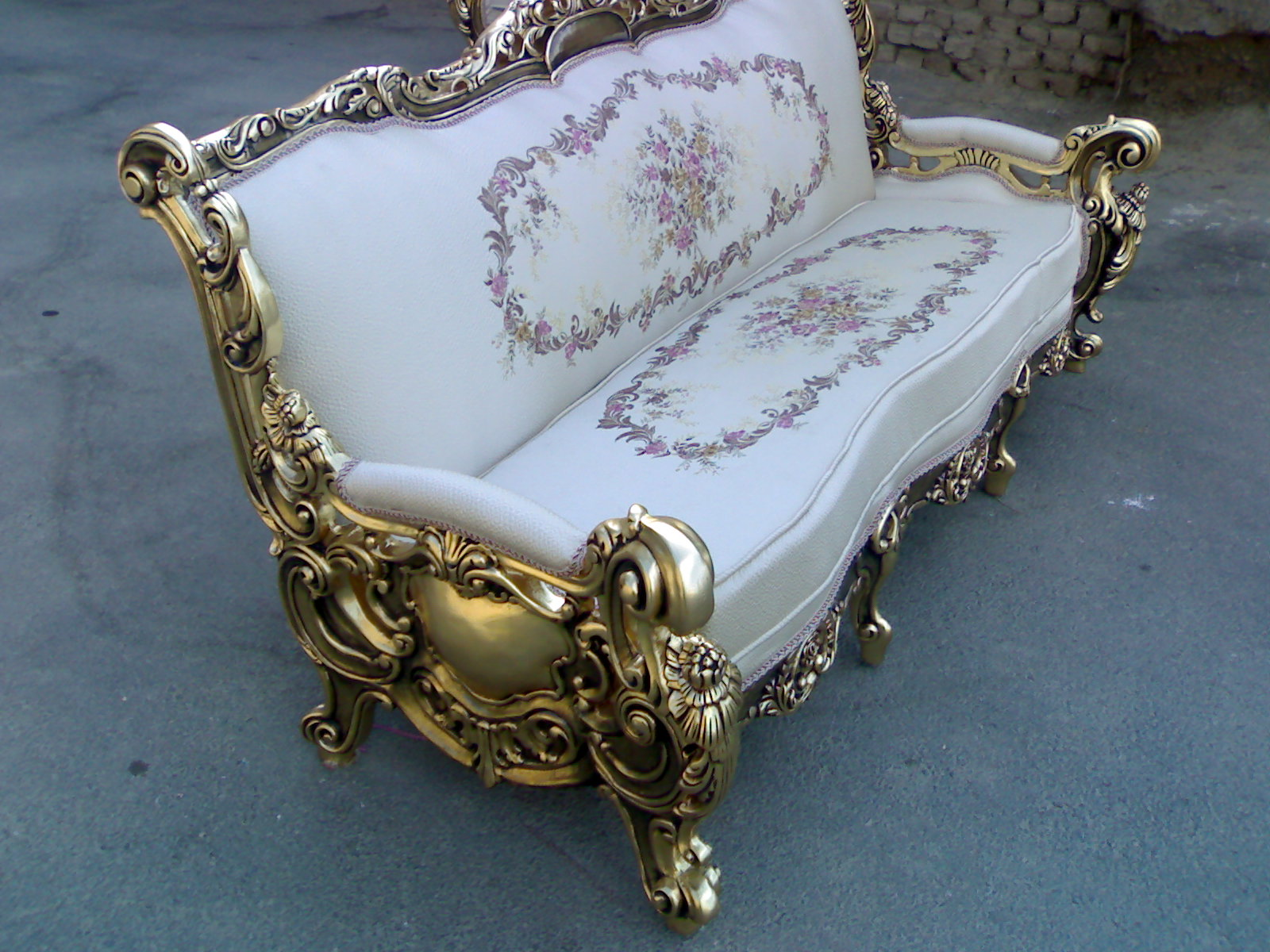
Sofa sản xuất bằng thép malayer
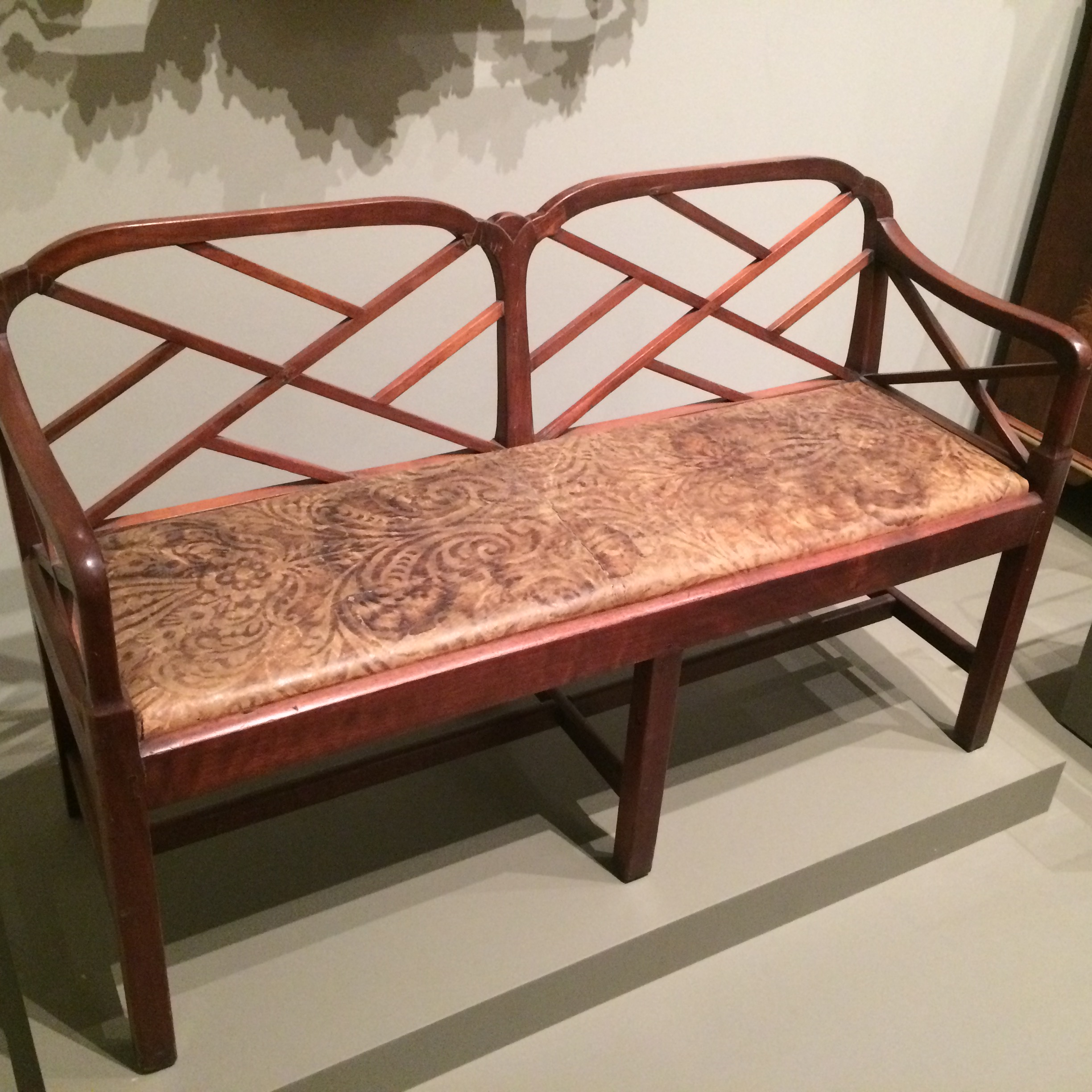
Ghế settee kiểu Anh, khoảng năm 1770

## Thiết kế
Ghế sofa có cả ngàn mẫu mã khác nhau nhưng chung quy lại có thể chia thành một số kiểu thiết kế chính là: ghế đơn, ghế văng hay băng dài, ghế sofa góc bao gồm góc chữ L - V - U, ngoài ra còn có kiểu kê kết hợp nhiều ghế tạo thành bộ và các loại ghế thư giãn, sofa giường và sofa thông minh. Cụ thể:
- Ghế sofa đơn là loại ghế dành cho một người ngồi, có thể có tay vịn 2 bên hoặc không. Ghế sofa đơn thường được kê trong phòng riêng cá nhân để ngồi đọc sách, xem phim, thư giãn... Trong các phòng ngủ vợ trồng, phòng khách sạn, nhà nghỉ ta thường thấy sự kết hợp 2 ghế đơn cùng 1 chiếc bàn trà nhỏ tạo thành bộ. Một nơi lý tưởng để ngồi uống nước, trò truyện, xem phim hay tiếp khách. Kích thước ghế đơn thường rộng khoảng 80–90 cm.
- Ghế sofa văng hay còn gọi là ghế băng dài hay sofa chữ I. Thiết kế này khá phổ thông, thường có từ 2 chỗ ngồi trở lên. Do ưu điểm tốn ít diện tích kê, đặc biệt gọn gàng khi kê sát tường nên rất hợp với không gian nhỏ hẹp.
- Ghế sofa thiết kế dạng góc bao gồm: góc chữ L, góc chữ V, chữ U. Đây là thiết kế đang rất thịnh hành hiện nay tại Việt Nam. Vừa dùng để ngồi tiếp khách, cũng là một nơi lý tưởng để nằm ngả lưng rộng rãi và thoải mái.
- Bộ sofa kết hợp nhiều ghế có thiết kế khác nhau. Một số ví dụ điển hình là: kết hợp 1 ghế văng dài với một hoặc 2 ghế đơn, kết hợp ghế sofa góc L với 1 ghế đơn.
- Sofa giường và sofa thông minh. Đây là xu hướng đang thịnh hành và rất hợp với không gian nhỏ, được người trẻ tuổi yêu thích. Bằng cách sử dụng các bản lề và ray trượt cùng thiết kế thông minh, một chiếc sofa có thể thay đổi hình dáng và chức năng khác nhau. Từ sofa có thể chuyển thành giường ngủ, tủ quần áo, giá sách hay đặt âm tường rất gọn gàng.

## Chất liệu
Cấu trúc một bộ ghế sofa cơ bản gồm các phần chính là: khung xương, hệ thống lò xo và dây đai thun đàn hồi, nệm mút, vỏ áo bên ngoài.
- Khung xương sofa có thể được làm từ gỗ, sắt, inox hay nhựa tổng hợp. Trong đó phổ thông nhất là loại khung làm từ gỗ tự nhiên. Ở Việt Nam khung xương sofa chủ yếu làm từ gỗ keo, gỗ thông, cao su, gỗ Sồi hay Tần bì. Khung xương sofa giúp tạo dáng và cũng là phần chịu lực chính khi ngồi. Các thanh gỗ được kết nối với nhau bởi đinh ghim hoặc keo dán gỗ chuyên dụng.
- Hệ thống lò xo và dây đai thun tạo lên độ đàn hồi và êm ái cho bộ sofa. Nó còn có tác dụng dàn đều và phân tán trọng lực khi ngồi, giúp sofa giữ hình dáng và độ bền. Tùy loại ghế khác nhau mà có thể sử dụng lò xo dạng ống, dạng nón hay lò xo dây lượn sóng.
- Nệm mút là phần tiếp theo không thể thiếu của một bộ ghế sofa. Thông thường nhà sản xuất sẽ làm khung xương đầu tiên, kế đến làm bắt lò xo và dây thun co giãn, bước tiếp theo là dán các lớp nệm mút và cuối cũng là bọc vỏ áo và hoàn thiện. Nệm mút sofa có nhiều loại nhưng có thể phân thành 2 loại là nệm cứng và nệm mềm. Nệm cứng có độ đàn hồi thấp nhưng có ưu điểm dễ tạo dáng sofa, rất phù hợp với người béo và người bị xương khớp. Loại nệm mềm có độ đàn hồi tốt và rất êm ái, ngồi xuống thấy lún sâu, rất hợp với người gày giúp nâng đỡ xương khớp và ngồi lâu không bị mỏi.
- Vỏ áo sofa thường được bọc bằng da hoặc vải nỉ. Chất liệu da có 2 loại là da thật (thường là da bò, trâu, ngựa hay cừu) và da công nghiệp. Hiện nay da công nghiệp được sử dụng phổ biến hơn bởi giá rẻ, nguồn đa dạng vô tận và góp phần bảo vệ động vật. Công nghệ phát triển cũng giúp tạo ra cực nhiều mẫu mã da đẹp, đa dạng màu sắc và bền không kém gì so với da thật.
Sofa chất liệu da có ưu điểm về sự sang trọng và sạch sẽ, ít thấm bụi bẩn hay nước và cũng rất dễ vệ sinh. Trong khi sofa vải nỉ lại có ưu điểm về sự thông thoáng khí, mềm mại, ấm áp và đặc biệt là rất nhiều họa tiết hoa văn đa dạng theo sở thích của người dùng.

## Thị trường sofa ở Việt Nam
Việt Nam vốn nổi tiếng về đồ gỗ tự nhiên, đặc biệt là sản phẩm gỗ mỹ nghệ đã được xuất khẩu đi khắp thế giới. Tuy nhiên với sản phẩm sofa da hay vải nỉ thì mới được phổ biến từ khoảng năm 2000 trở lại đây và chủ yếu được sử dụng nhiều ở các thành phố, ít phổ biến hơn ở vùng nông thôn. Với sự phát triển của quá trình đô thị hóa, đặc biệt là nhà chung cư và nhà phố, sofa đang trở nên thịnh hành hơn và dần thay thế bàn ghế gỗ tự nhiên ngày càng đặt đỏ và khan hiếm nguyên liệu.
Bên cạnh nguồn hàng nhập khẩu (thường là hàng cao cấp) thì hàng sản xuất trong nước đang chiếm đa số. Có rất nhiều doanh nghiệp đã đầu tư những nhà máy quy mô lớn để sản xuất bàn ghế sofa. Bên cạnh đó là cả ngàn xưởng sản xuất nhỏ theo kiểu hộ gia đình và sản phẩm làng nghề.- bàn ghế sofa. Hiện có khoảng hơn 100 hộ gia đình tham gia vào các công đoạn khác nhau, tạo lên một hệ sinh thái khép kín.